# Саблерог орикс
Саблерогият орикс (Oryx dammah), още известен като сахарски орикс е вид от рода Орикси, който вече е изчезнал в дивата природа. Някога е обитавал цяла Северна Африка. Видът има дълга таксономична история след откриването му през 1816 година от Лоренц Окен, който му дава наименованието Oryx algazel.
Обитава полупустинни и пустинни територии, където е адаптиран към изключително високите температури, благодарение на ефективни механизми за разхлаждане и минимални изисквания за вода.
Западането на вида е в резултат на климатични промени и прекомерния лов, заради красивите му рога. Днес видът се отглежда в специални изкуствени резервати в Тунис, Мароко и Сенегал. В Древен Египет и бил одомашнен вид и се смята, че месото му е използвано за храна и за жертвоприношения на боговете. Богатите граждани на Древен Рим също си отглеждали саблероги орикси. В средните векове започнали да използват и ценят кожите им. Предполага се, че митът за еднорога може да е възникнал при срещи със саблероги орикси, загубили по един рог.

## Таксономия и научни наименования
Саблерогият орикс е представител на род Oryx от семейство Кухороги. Германският естествоизпитател Лоренц Окен първи описал вида през 1816 година под името Oryx algazel. Оттогава таксономичната номенклатура е претърпяла разнообразни промени, с въвеждането на названия като Oryx tao, O. leucoryx, O. damma, O. dammah, O. bezoarticus и O. ensicornis. През 1826 година Филип Якоб Кречмар използвал наименованието Oryx ammah за същия вид. Година по-късно в употреба влязло името Orys leucoryx, но като синоним на арабския орикс (тогава наричан Oryx beatrix), но било изоставено и отново възприето названието Oryx algazel. Повече от столетие по-късно, през 1951 година, сър Джон Елерман и Терънс Морисън-Скот осъзнали неточността на името Oryx algazel. Най-сетне през януари 1956 година, Международният комитет за зоологическа номенклатура (International Trust for Zoological Nomenclature) възприема научното наименование Oryx dammah. След това повече промени не са правени, въпреки че в много статии публикувани и след това са използвали за вида имена като O. gazella tao, причинявайки нови обърквания.

## Физическо описание
Видът представлява спиралорога антилопа, която на ръст, мерен при холката, достига до 1 m височина. Мъжките тежат 140-210 kg, а женските – 90-140 kg. Размерите на тялото от главата до основата на опашката варират от 140 до 240 cm. Опашката е дълга 45-60 cm и завършва със снопче косми. Мъжките са по-едри от женските.
Козината на вида е бяла с червеникаво-кафява гръд и черни петна по челото и надолу по носа. Цветът на козината осигурява отразяването на слънчевите лъчи в пустинята.
Малките се раждат с жълта козина и без отличителните петна, които се появяват по-късно, при смяна на окосмяването на възраст между 3 и 12 месеца.
И двата пола имат рога, но тези на женските са по-деликатни. Рогата са дълги, тънки и симетрични; извиват се назад и могат да достигат 1-1,2 m и при двата пола. Рогата са толкова тънки, че могат лесно да се счупят. Женските имат четири зърна. Големите им по площ копита са добре адаптирани за придвижване по пясъците на техните сухи местообитания.
Саблерогият орикс може да живее до около 20 години.

## Екология и поведение
Саблерогият орикс е много социално животно, живеещо и придвижващо се на стада от 20-40 индивида, в общия случай предвождани от доминантни мъжки. Видът някога е мигрирал на стада от по няколко хиляди екземпляра. По време на влажния сезон са се придвижвали на север към пустинята Сахара.
Саблерогите орикси са дневни животни. В хладните ранни утрини и вечери те си почиват под дървета и храсти, или при липса на такива условия изравят с копитата си трапчинки в почвата и лягат в тях. Мъжките често се бият, но не продължително и агресивно.
Хищници като лъвове, леопарди, хиени, гепарди, златисти чакали, лешояди и хиенови кучета, убиват най-често слабите и млади орикси.

### Еволюционни адаптации
Метаболизмът на саблерогите орикси е адаптиран да функционира добре при високите температури, характерни за местообитанията им. Нуждаят се от по-малко вода, която, изпарявайки се, да помага за охлаждането на тялото; така могат да оцелеят дълго време без вода. Могат да издържат на температури, които са смъртоносни за повечето бозайници, температурата на тялото им може да достигне до 46,5 °C, преди да започнат да се потят.
Кръвоносната им система се състои от мрежа от фини кръвоносни съдове, които пренасят кръв от сърцето до мозъка, преминавайки първо покрай ноздрите, където кръвта се охлажда преди да достигне мозъка, който е един от най-чувствителните спрямо топлината органи в тялото.

### Хранене
В диво състояние, хабитатът на саблерогия орикс са степи и пустинята, където те се хранят с дървесна листна маса, трева, билки, храсти, сукулентни растения, ядки, сочни корени, цветни пъпки и плодове. Могат да издържат без вода в продължение на 9-10 месеца, тъй като бъбреците им са адаптирани да предотвратяват загубата на вода при уриниране. Могат да си набавят вода от растения с високо водно съдържание като див пъпеш (Citrullus colocynthis) и Indigofera oblongifolia и от безлистните клонки на растението Capparis decidua. Нощем или рано сутрин ориксите често търсят растения като Indigofera viscosa, които произвеждат хигроскопичен секрет, който задоволява потребността им от течности.
В началото на сухия сезон се хранят с шушулките на Acacia raddiana, а през него разчитат на многогодишни треви от родове като Panicum (особено Panicum turgidum) и Aristida, както и търсят растения от видовете Leptadenia, Cassia italica и Cornulaca monacantha.

### Размножаване
И двата пола достигат полова зрелост на възраст около 1,5-2 години. Ражданията преобладават през месеците от март до октомври. Чифтосванията зачестяват, когато условията на средата за по-благоприятни. В зоопарковете мъжките стават полово активни най-вече през есента. Цикълът на женските продължава около 24 дни и пролетно време имат ановулаторен период. Периодите между ражданията са по-кратки от 332 дни.
Бременността при саблерогите орикси продължава около 9 месеца, ражда се по едно малко с тегло около 9-15 kg; в много редки случаи (едва 7‰ от наблюдаваните в едно изследване случаи) се раждат близнаци. При раждането майката се уединява встрани от стадото, но няколко часа след раждането тя и малкото се присъединяват обратно към стадото. Отново се уединява и всеки път, когато кърми малкото. Отбиването от майчината кърма започва между третия и четвъртия месец, като малкото става напълно самостоятелно на възраст около 14 седмици.

## Географско разпространение и хабитат
Саблерогият орикс някога е населявал тревистите степи, полупустини и пустини в тесния пояс на централна Северна Африка (Нигер и Чад). Широко разпространен е бил в покрайнините на пустинята Сахара, основно в тревистите местности между истинската пустиня и областта Сахел, характеризираща се с годишни валежи от 75-150 mm.
През 1936 година в степите на Чад е видяно едно стадо от 10 000 орикса. Към средата на 1970-те Чад е родина на повече от 95% от световната популация на саблероги орикси.

## Природозащитен статус
Заради красивите си рога саблерогият орикс е доведен до почти пълно унищожение. Спадът в популацията му се дължи и на големите климатични промени, довели до обезводняването на Сахара. Още преди 20 век съвременната популация на вида е била почти изгубена. Със заселването на европейци в местообитанията на вида популацията продължава да спада, тъй като видът е ловуван заради рогата, кожите и месото си. Втората световна война и Гражданската война в Чад, започнала през 1960-те, също са оказали пагубни последици.
В Червения списък саблерогият орикс е вписан като регионално изчезнал на териториите на Алжир, Буркина Фасо, Чад, Египет, Либия, Мали, Мавритания, Мароко, Нигер, Нигерия, Сенегал, Судан, Тунис и Западна Сахара, и считано от 2000 година се смята за изчезнал в дивата природа. Остават неподкрепени сигналите за забелязани в природата индивиди в Чад и Нигер, въпреки пространните проучвания на териториите на тези две държави през 2001-2004 година, проведени в опит да се открият антилопи в Сахел и Сахара. Поне до 1985 година, данните от Чад и Нигер са били за най-малко 500 орикса, но към 1988 година само няколко индивида са открити оцелели в дивата природа.
Понастоящем е разработена глобална програма за развъждане на саблерогия орикс. През 2005 г. поне 1550 индивида са успешно отгледани в плен като част от програмата, а през 2008 г. най-малко 4000 индивида са развъдени в частни резервати в Обединените арабски емирства. Плановете за реинтродуциране на вида включват развъждането на стада в националните паркове Bou Hedma (1985), Sidi Toui (1999) и Oued Dekouk (1999) в Тунис, националният парк Souss-Massa в Мароко (1995) и резервата Ferlo Faunal (1998) и Guembuel (1999) в Сенегал.